# Список высших учебных заведений Удмуртии
В список высших учебных заведений Удмуртии включены образовательные учреждения высшего и высшего профессионального образования, находящиеся на территории Удмуртской Республики и участвовавшие в мониторинге Министерства образования и науки Российской Федерации 2015 года. Этим критериям в Удмуртии соответствуют 7 вузов и 14 филиалов.
Филиалы вузов, головные организации которых находятся в иных субъектах федерации, сгруппированы в отдельном списке. Порядок следования элементов списка — алфавитный.
Вузы, лицензия которых не действует на 13 февраля 2016 года, отмечены цветом.

## Список высших образовательных учреждений
| Название                                                                 | Категория         | Год основания | Месторасположение | Число студентов |
| ------------------------------------------------------------------------ | ----------------- | ------------- | ----------------- | --------------- |
| Восточно-Европейский институт                                            | негосударственный | 1999          | Ижевск            | 2750            |
| Глазовский государственный педагогический институт имени В. Г. Короленко | государственный   | 1939          | Глазов            | 1698            |
| Ижевская государственная медицинская академия                            | государственный   | 1933          | Ижевск            | 2872            |
| Ижевская государственная сельскохозяйственная академия                   | государственный   | 1943          | Ижевск            | 7942            |
| Ижевский государственный технический университет имени М. Т. Калашникова | государственный   | 1952          | Ижевск            | 12386           |
| Камский институт гуманитарных и инженерных технологий                    | негосударственный | 1993          | Ижевск            | 1717            |
| Удмуртский государственный университет                                   | государственный   | 1971          | Ижевск            | 14535           |

## Список филиалов высших образовательных учреждений
| Название | Категория         | Год основания | Месторасположение | Месторасположение головной организации | Число студентов |
| --- | ----------------- | ------------- | ----------------- | -------------------------------------- | --------------- |
| Воткинский филиал Ижевского государственного технического университета имени М. Т. Калашникова                                    | государственный   | 1958          | Воткинск          | Ижевск                                 | 1211            |
| Глазовский инженерно-экономический институт (филиал Ижевского государственного технического университета имени М. Т. Калашникова) | государственный   | 1962          | Глазов            | Ижевск                                 | 591             |
| Глазовский филиал Университета Российской академии образования                                                                    | негосударственный |               | Глазов            | Москва                                 |                 |
| Ижевский филиал Российского университета кооперации                                                                               | негосударственный | 1996          | Ижевск            | Мытищи                                 |                 |
| Ижевский филиал Московского государственного университета путей сообщения                                                         | государственный   |               | Ижевск            | Москва                                 |                 |
| Ижевский филиал Российская академия народного хозяйства и государственной службы                                                  | государственный   | 1992          | Ижевск            | Москва                                 | 373             |
| Ижевский институт (филиал Всероссийского государственного университета юстиции)                                                   | государственный   | 2002          | Ижевск            | Москва                                 | 1146            |
| Сарапульский политехнический институт (филиал Ижевского государственного технического университета имени М. Т. Калашникова)       | государственный   | 1957          | Сарапул           | Ижевск                                 | 979             |
| Удмуртский филиал Евразийского открытого института                                                                                | негосударственный |               | Ижевск            | Москва                                 |                 |
| Филиал в Удмуртской Республике Московского института государственного управления и права                                          | негосударственный | 1997          | Ижевск            | Москва                                 | 340             |
| Филиал в Воткинске Удмуртского государственного университета                                                                      | государственный   | 1998 2000     | Воткинск          | Ижевск                                 | 1200            |
| Филиал в Ижевске Вятского государственного гуманитарного университета                                                             | государственный   | 2000          | Ижевск            | Киров                                  |                 |
| Филиал в Ижевске Глазовского государственного педагогического института имени В. Г. Короленко                                     | государственный   | 1999          | Ижевск            | Глазов                                 |                 |
| Филиал в Можге Удмуртского государственного университета                                                                          | государственный   | 2002          | Можга             | Ижевск                                 | 640             |